# Анскар (герцог Сполето)
Анскар (итал. Anscario d’Ivrea; 912/915 — 940) — маркграф Ивреи (924—936; под именем Анскар II) и герцог Сполето (936—940) из Иврейской династии.

## Биография
Младший сын маркграфа Ивреи Адальберта I (от его второй жены Эрменгарды); родственник короля Италии Гуго Арльского по матери; брат короля Италии Беренгара II. Как писал Лиутпранд Кремонский, «из них Беренгар был осторожен и хитёр, а Анскарий — смел и готов на всякое дело».
Поскольку его родители поженились в 911 или 914 году, то этот же период с добавлением одного года можно считать датой рождения Анскара.
После смерти отца (923 или 924 год) Анскар вместе с братом наследовал маркграфство Иврея. Поскольку в то время был ещё ребёнком, фактически принимал участие в управлении только с конца 920-х годов.
В 936 году умер герцог Сполето Теобальд I, племянник Гуго Арльского. На его место король поставил Анскара, удалив его из Ивреи. По мнению Лиутпранда Кремонского, это перемещение было знаком королевской немилости.
В 940 году Гуго Арльский подговорил некоего Сарлиона выступить против Анскара, и дал ему денег для найма вооружённого отряда: «и сказал ему: „Мне известна верность камеринцев и сполетцев. Она подобна перу, на которое ежели обопрёшься, то проткнёшь себе руку. Так иди же (к ним), подкупи их полученными от меня деньгами и, отвратив от любви к Анскарию, привяжи к себе“».
В битве, проходившей недалеко от Сполето, войско Анскара было разбито, а сам он погиб.
Анскар с 931 года был женат на женщине, происхождение которой не выяснено, возможно, близкой родственнице маркграфа Бозона Тосканского. Их сыном был Амадей, сеньор Мозеццо.